# Bernard Meadows
Bernard Meadows né le 19 février 1915 à Norwich, Angleterre et mort le 12 janvier 2005 à Londres, est un sculpteur anglais.

## Biographie
Bernard Meadows fait partie du groupe "Geometry of Fear" qui voit le jour durant la Biennale de Venise en 1952 avec entre autres Eduardo Paolozzi. 
Après des études à la Norwich University College of the Arts, il devient le premier assistant d'Henry Moore, auprès duquel il retournera en 1977 pour s'occuper de sa succession.
Il enseigne au Royal College of Art de 1960 à 1980.
Son style se caractérise par des formes abstraites, très épurées voire brutes et minimalistes, qu'il appelle dès 1968 Public Sculpture.